# Ira Losco
Ira Losco (Sliema, 31 luglio 1981) è una cantante maltese.

## Biografia
Ha iniziato ad esibirsi con una band, i Tiara, con la quale ha pubblicato Hi Infidelity. Nel 2001 pubblica, sempre insieme ai Tiara, l'album Butterfly, comprendente vari brani con i quali parteciperà in diversi festival come artista solista.
L'anno successivo i Tiara si sciolsero, poco dopo la partecipazione di Ira Losco all'Eurovision Song Contest 2002 (che si classificò al secondo posto con il brano 7th wonder).
Nel 2003 fu scelta per interpretare l'inno dell'edizione di quell'anno dei Giochi dei Piccoli Stati d'Europa che si svolsero a Malta.
Il suo primo album da solista fu Someone Else nel 2004, preceduto dai singoli Who I Am e I'm in love again (di quest'ultimo brano fu girato anche un video). L'anno successivo uscì Blends & Remixes of Someone Else, una raccolta di remix di Someone Else.
Del 2005 è anche Accident Prone, secondo lavoro in studio da solista, con cui raggiunse la cima delle classifiche di vendita di Malta. Nel 2005, in Germania, apre i concerti di alcuni big della musica mondiale: fra gli altri Elton John a Bielefeld, Katie Melua a Stoccarda, Bonn e Amburgo, Melanie C a Metzingen, Ronan Keating a Papenburg.
Il 6 dicembre 2006 è stato messo in vendita Unmasked, che raccoglie le versioni unplugged di cinque suoi successi, tre cover e due pezzi nuovi.
Nell'estate del 2007 ha duettato con Gigi D'Alessio in un concerto a Malta e il 25 agosto 2007 ha partecipato alla tappa maltese di O' Scià di Claudio Baglioni a La Valletta ed è stata invitata anche a Lampedusa nell'ambito della stessa manifestazione il 29 settembre.
Dopo aver vinto la selezione nazionale il 23 gennaio 2016 è stata scelta per rappresentare per la seconda volta Malta all'Eurovision Song Contest nell'edizione 2016 a Stoccolma con la canzone Walk on Water, finendo per classificarsi dodicesima.
Ira Losco è un'attivista LGBT. Nel 2016 ha partorito il suo primo figlio, un maschio di nome Harry.